# Horace Brown (atleta)
Horace Hallock "Hal" Brown (Madison, 30 de março de 1898 – Houston, 25 de dezembro de 1983) foi um atleta e campeão olímpico norte-americano.
Em Antuérpia 1920, conquistou a medalha de ouro na prova dos 3000 metros por equipes, junto com Arlie Schardt e Ivan Dresser.